# Општина Ћуприја
Општина Ћуприја је општина Поморавског округа у централном делу Србије. Према подацима са последњег пописа 2022. године у општини је живело 25.325 становника (према попису из 2011. било је 30.545 становника).
Општина са њеним административним, привредним и културним центром Ћупријом налази се у централној Србији, на самом Коридору 10 и простире се на површини од 287 km2. Кроз општину и сам град пролазе реке Велике Мораве и Раваница, а територија општине се, осим у Моравској долини, простире и на обронцима Јухора, Јужнокучајских и Бељаничких масива.

## Привреда
После скоро три деценије таворења и транзиционог пропадања, привреда Ћуприје постављена је као стуб развоја целе општине. Да то није само декларативни израз жеље представника локалне самоуправе, говори и чињеница да је од средине друге декаде 21. века на делу тренд реиндустријализације ћупријске општине. Тако је ћупријска привреда већ у првих шест месеци 2017. године (извор: ПКС-Регионална привредна комора Шумадије и Поморавља) постала српски рекордер у спољнотрговинском суфициту, а у 2019. години и носилац БФЦ сертификата, коју јој је доделила Мрежа за повољно пословно окружење у југоисточној Европи. Ова мрежа, подсетимо, тада је у Будви представницима 17 градова и општина из Србије, Босне и Херцеговине и Црне Горе уручила сертификате да су „по мери привреде“.
Ћуприја је од 2016. изградила и опремила потпуно нову индустријску зону, у којој је прва инвестиција била турска ФЕКА, а од 2020. године, тик поред ауто-пута, гради се и централна индустријска зона за овај део Србије – „Индустријски парк Добричево“, са првим инвеститором: немачким СМП аутомотив.
Велика пажња поклања се и браунфилд инвестицијама. Тако је за само три године добрано реиндустријализован простор на коме су се, у доба бивше државе, налазили привредни субјекти: на месту фабрике сточне хране "Напредак" ("Компонента") сада се налази холандски Ројал де Хеус; уместо ГП "Инграп" сада је ту кинески "Јурофајбер"; објекат негдашњег "Компресора" сада заузима успешна домаћа фирма "НЕ-ПЕЦ", док је стратешки партнер "Раванице" постао познати врбашки кондитор "Медела".

## Историја
Ћуприја има биографију дугу две хиљаде година, мада нас материјални докази о људским заједницама на овим просторима враћају у 4. миленијум пре нове ере, када је надомак данашње Ћуприје, на локалитету Стублина, постојало неолитско насеље. Ипак, права историја града на Морави почиње доласком Римљана.
Ширећи своју империју на исток, римски цареви на простору данашње Србије стварају покрајину Мезију. У њој, на стратешки важном  војном путу Цариградски друм(via millitaris) подижу првa утврђења, која ће временом прерасти у градове. Једно од насеља назвали су „Житница Мораве“ (Horreum Margi) и уз њега подигли камени мост.
Хореум Марги ће пуна четири века бити један од значајнијих градова овог дела римске царевине. О томе сведоче писани документи и дефинисани археолошки локалитет. У њему се налазила велика ковница оружја, а сам град је, у складу са римском праксом, имао потпуно уређену инфраструктуру. У 4. веку н.е. Хореум Марги је био седиште епископа, што само по себи сведочи о величини и значају града на Морави. Половином 5. века н.е. Хуни се попут пожара спуштају са севера уништавајући све пред собом. Судбину свих римских градова на њиховом путу поделиће и Хореум Марги. Наредних неколико векова на месту некадашњег великог града подизаће се и нестајати анонимне словенске насеобине.
Настанком државе Немањића, насеље поред Раванице и Мораве већ носи словенско име Равно Равно (тврђава). Налази се на северној граници младе српске државе и опет има стратешки положај. У њему ће се  оснивач српске државе Стефан Немања срести са Фридрихом Барбаросом, а неку деценију касније и „првовенчани“ српски краљ Стефан са угарским краљем Андријом. Словенско име Равно ће носити мање од два века, колико буде трајала и српска држава. Доласком Турака на ове просторе насеље задржава свој значај због преласка преко Мораве, али добија ново име. Нема података када је Ћуприја добила ново име које јој је остало до данас. Још мање колико је мостова подигнуто које су - чешће Морава а некад и ратови - односили. Данас се, за време ниског водостаја, могу избројати остаци бар десетак дрвених мостова.
За време дуге турске владавине Ћуприја је опет била на граници. Овај пут на јужној граници  Београдског пашалука. Та географија ће одредити и место једне од најзначајнијих битака Првог српског устанка. Августа 1805 године војводе Миленко Стојковић и Петар  Добрњац са својим устаницима су код Иванковца сачекали и победили далеко бројнију војску Хафиз паше. Била је то прва победа устаничке војске над регуларним турским јединицама.
Коначну и потпуну слободу Ћуприја ће морати да чека до децембра 1834. године. Након турског хатишерифа који је Србији гарантовао аутономију, турска војна посада дефинитивно напушта Ћуприју. Ћуприја је после готово четири века поново била слободна. Та слобода ће накратко бити прекинута још само два пута, привременим окупацијама у првом и другом светском рату.

## Знаменита места
На територији општине Ћуприја налази се манастир Раваница, задужбина кнеза Лазара, као и место прве победе Срба против регуларне војске Османског царства у Првом српском устанку - Шанчеви на Иванковцу.

## Демографија
|             | \| Демографија[6] \| Демографија[6] \| Демографија[6] \| \| Година \| Становника \| Становника \| \| -------------- \| -------------- \| -------------- \| \| 1948. \| 28.806 \| \| \| 1953. \| 32.313 \| \| \| 1961. \| 34.028 \| \| \| 1971. \| 36.529 \| \| \| 1981. \| 38.841 \| \| \| 1991. \| 38.747 \| \| \| 2002. \| 33.567 \| \| \| 2011. \| 30.645 \| \| \| 2022. \| 25.325 \| \| |            |
| Демографија | |            |
| Година      | Становника | Становника |
| 1948.       | 28.806 |            |
| 1953.       | 32.313 |            |
| 1961.       | 34.028 |            |
| 1971.       | 36.529 |            |
| 1981.       | 38.841 |            |
| 1991.       | 38.747 |            |
| 2002.       | 33.567 |            |
| 2011.       | 30.645 |            |
| 2022.       | 25.325 |            |

Општина Ћуприја је према последњем попису из 2022. године имала 25.325 становника што је за 5.320 мање (-17,36%) у односу на претходни попис 2011. на коме је било 30.645 становника. Општина има 9.785 домаћинства, а просечан број чланова по домаћинству износи 2,57. Просечна старост становника општине је 47,02 године, а број пунолетних становника износи 21.643.
Према попису из 2022. већинско становништва су Срби који чине 90,66% укупног становништва. Од мањина највише има Влаха (1,50%) и Рома (0,96%). Свих 16 насељених места општине су већински насељена српским становништвом с тим да је у селима Бигреница, Исаково, Батинац и Влашка значајно присутно влашко мањинско становништво.
| Етнички састав према попису из 2022. | Етнички састав према попису из 2022. | Етнички састав према попису из 2022. | Етнички састав према попису из 2022. | Етнички састав према попису из 2022. |
| ------------------------------------ | ------------------------------------ | ------------------------------------ | ------------------------------------ | ------------------------------------ |
|                                      |                                      |                                      |                                      |                                      |
| Срби                                 | Срби                                 |                                      | 22.960                               | 90,66%                               |
| Власи                                | Власи                                |                                      | 380                                  | 1,50%                                |
| Роми                                 | Роми                                 |                                      | 244                                  | 0,96%                                |
| Румуни                               | Румуни                               |                                      | 52                                   | 0,21%                                |
| Југословени                          | Југословени                          |                                      | 44                                   | 0,17%                                |
| Македонци                            | Македонци                            |                                      | 36                                   | 0,14%                                |
| Хрвати                               | Хрвати                               |                                      | 28                                   | 0,11%                                |
| Остали                               | Остали                               |                                      | 132                                  | 0,52%                                |
| Регионално                           | Регионално                           |                                      | 11                                   | 0,04%                                |
| Неизјашњени                          | Неизјашњени                          |                                      | 587                                  | 2,32%                                |
| Непознато                            | Непознато                            |                                      | 851                                  | 3,36%                                |

## Насељена места
Осим Ћуприје и приградског насеља Добричево, као и Старог Села, који је данас део Бигренице, једног од просторно највећих села у Србији, на територији општине Ћуприја налази се 15 сеоских насеља.
| Насеље          | Број становника | Број становника | Промена (%) |
| Насеље          | Попис 2011.     | Попис 2022.     | Промена (%) |
| --------------- | --------------- | --------------- | ----------- |
| Батинац         | 725             | 545             | -24,83%     |
| Бигреница       | 717             | 474             | -33,89%     |
| Вирине          | 806             | 568             | -29,53%     |
| Влашка          | 293             | 232             | -20,82%     |
| Дворица         | 191             | 155             | -18,85%     |
| Иванковац       | 219             | 175             | -20,09%     |
| Исаково         | 571             | 424             | -25,74%     |
| Јовац           | 1.080           | 820             | -24,07%     |
| Кованица        | 142             | 111             | -21,83%     |
| Крушар          | 1.283           | 1.035           | -19,33%     |
| Мијатовац       | 1.656           | 1.326           | -19,93%     |
| Остриковац      | 501             | 421             | -15,97%     |
| Паљане          | 436             | 345             | -20,87%     |
| Сење            | 1.204           | 931             | -22,67%     |
| Супска          | 1.350           | 1.241           | -8,07%      |
| Ћуприја         | 19.471          | 16.522          | -15,15%     |
| Општина Ћуприја | 30.645          | 25.325          | -17,36%     |